# Manfred Czernin
Manfred Czernin (* 18. Jänner 1913 in Berlin; † 6. Oktober 1962 in London; geboren als Graf Manfred Maria Edmund Ralph Beckett Czernin von und zu Chudenitz; in Großbritannien als Count Manfred Beckett Czernin, alias Manfred Beckett) war ein britischer Pilot der Royal Air Force österreichisch-ungarischer Herkunft und SOE-Offizier für besondere Einsätze im Zweiten Weltkrieg in Italien und Österreich.

## Leben
Manfred Czernin war der vierte Sohn des österreichisch-ungarischen Diplomaten Otto Czernin und der Lady Lucy Catherine Beckett, einer Tochter des 2nd Baron Grimthorpe. Er wuchs nach der Scheidung seiner Eltern anders als seine älteren Geschwister bei seiner Mutter in Italien auf und im Internat der Oundle School in England. 1922 wurde er britischer Staatsbürger. Nach dem Schulabschluss reiste er nach Rhodesien, um auf einer Tabak-Plantage zu arbeiten. 1935 machte er eine Flugausbildung und qualifizierte sich als Pilot der RAF. Damit trat er in die Fußstapfen seines Stiefvaters, der auch Pilot der RAF gewesen war.
Am 4. November 1939 heiratete er in London Maud Sarah Hamilton, von der er sich 1947 scheiden ließ.
Im Mai 1940 kam er als Pilot einer Hurricane in Frankreich zum Einsatz.
In der Luftschlacht um England nahm der gebürtige Österreicher als Pilot in der 17. Squadron der RAF teil. Am 17. August 1940 gelang ihm der Abschuss von drei Maschinen der Luftwaffe, woraufhin er zum Squadron Leader ernannt wurde. Insgesamt erzielte er 15 Abschüsse während dieser Luftschlacht.
Am 17. November 1940 wurde er in seiner Hurricane vom deutschen Jagdflieger Adolf Galland abgeschossen. Die dabei erlittenen Verwundungen kurierte er bis zum Mai 1941 aus. Von Februar 1942 bis April 1943 war er in Indien stationiert.
Bei seiner Rückkehr nach Großbritannien wurde er im Spätsommer 1943 wegen seiner Sprachkenntnisse von der Special Operations Executive (SOE) angeworben, er erhielt eine achtmonatige Spezialausbildung. Der britische Geheimdienst untersuchte dabei sein Vorleben und seine Kontakte zu Verwandten im Deutschen Reich. Im Juni 1944 erhielt er seinen ersten Spezialauftrag hinter den Frontlinien in Österreich. Er leitete daraufhin 1944/45 die Österreich-Sektion der SOE.
Am 21. März 1945 wurde er im von der Wehrmacht besetzten Norditalien per Fallschirm abgesetzt, um die Zusammenarbeit verschiedener Partisaneneinheiten mit den anglo-amerikanischen Truppen zu koordinieren. Dadurch war er maßgeblich beteiligt an der Befreiung von Bergamo.
Nach seiner Entlassung aus dem Militärdienst im Oktober 1945 hatte Czernin einige Schwierigkeiten, sich im Zivilleben zurechtzufinden, bis er eine Anstellung als Sales Manager bei Fiat in England fand.